# Amtsgericht Helmstedt

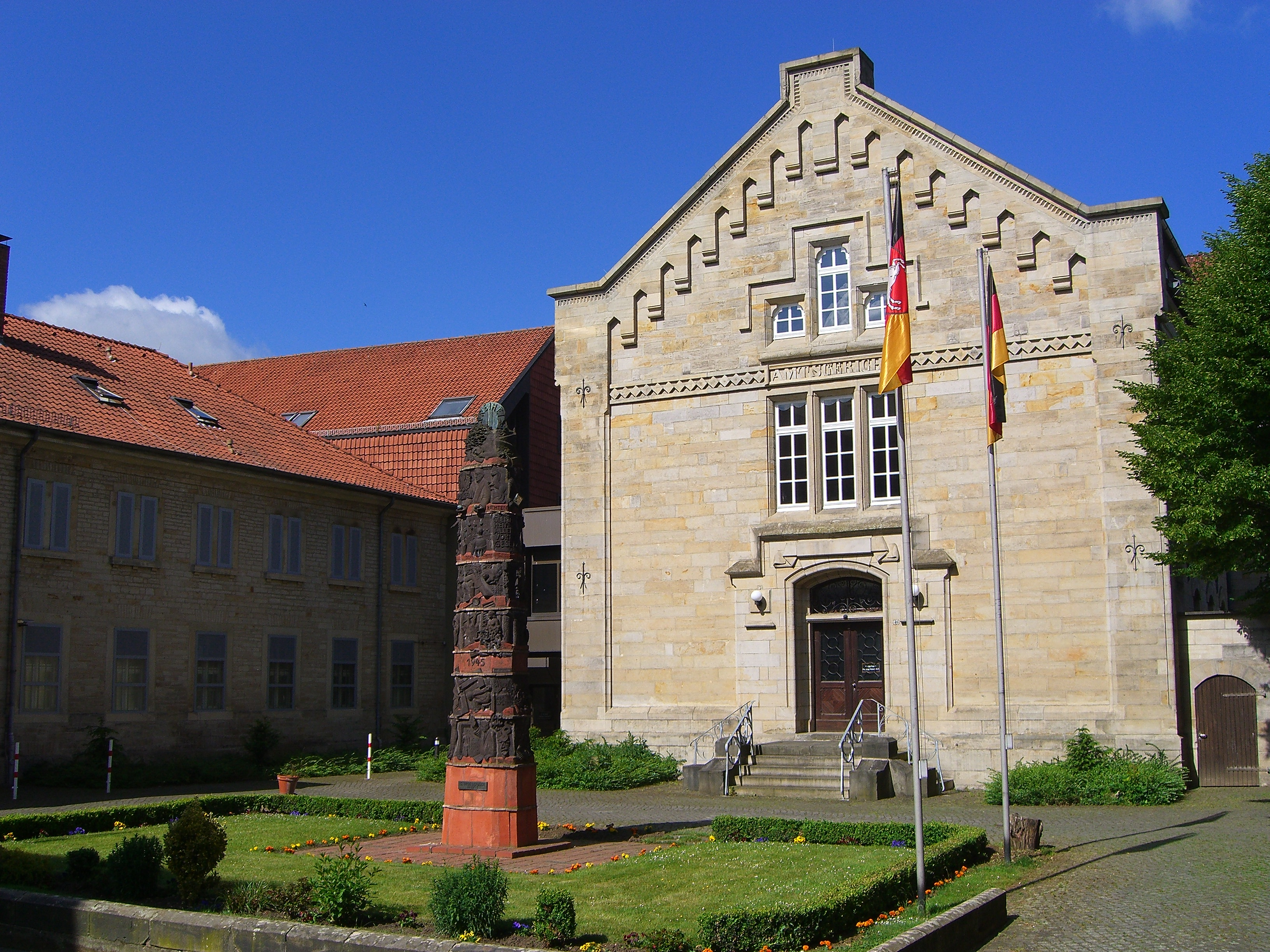
Amtsgericht in Helmstedt

Das Amtsgericht Helmstedt ist eines von neun Amtsgerichten im Landgerichtsbezirk Braunschweig. Es hat seinen Sitz in Helmstedt.
Das Gericht hat insgesamt 67 Mitarbeiter, darunter neun Richter und zehn Rechtspfleger. Der Gerichtsbezirk des Amtsgerichts Helmstedt umfasst das Gebiet des Landkreises Helmstedt. Das Amtsgericht Helmstedt hat somit etwa 96.000 Gerichtseingesessene. Übergeordnetes Gericht ist das Landgericht Braunschweig.

## Geschichte

### Von der Märzrevolution bis zu den Reichsjustizgesetzen
Im Herzogtum Braunschweig waren die Ämter gleichzeitig Verwaltungsbehörde als auch Eingangsgericht. In Helmstedt bestand das Amt Helmstedt. Im Rahmen der Märzrevolution wurde 1848 auch die Trennung der Rechtsprechung von der Verwaltung gefordert. Diese wurde mit dem Gesetz, die Gerichtsverfassung betreffend vom 21. August 1849 umgesetzt. Die Kreise waren nun reine Verwaltungsorgane, die Gerichtsfunktion wurde zum 1. Juli 1850 speziellen Gerichten übertragen. An der Spitze stand das Obergericht Braunschweig, darunter bestand ein Kreisgericht in jedem Kreis und die Eingangsgerichte wurden als Stadt- bzw. Amtsgericht bezeichnet. Für den Landkreis Helmstedt entstand so das Kreisgericht Helmstedt und darunter das Amtsgericht Helmstedt. Der Sprengel des Amtsgerichts umfasste 1863 9550 Einwohnern.
1840 und 1842 raubte die Bande von Carl Wallmann den Depositenkasten im Helmstedter Amtsgericht.

### Ab 1879
Im Rahmen der Reichsjustizgesetze wurden reichsweit einheitlich Oberlandes-, Land- und Amtsgerichte gebildet. Im Herzogtum Braunschweig entstand so das Oberlandesgericht Braunschweig und die Landgerichte Braunschweig und Holzminden. Das Amtsgericht Helmstedt war nun eines der 16 Amtsgerichte, die dem Landgericht Braunschweig zugeordnet waren. Am Gericht bestanden 1880 zwei Richterstellen. Das Amtsgericht war damit ein mittelgroßes Amtsgericht im Landgerichtsbezirk. Es wurden 11.005 Gerichteingesessene gezählt.
In der Folge der Gebietsreform in den 1970er Jahren wurde der Gerichtsbezirk des Amtsgerichts Helmstedt sukzessive erweitert: Am 1. Juli 1973 wurde das Amtsgericht Schöningen aufgelöst und dessen Bezirk dem Amtsgericht Helmstedt zugeschlagen. Im folgenden Jahr wiederholte sich dasselbe mit dem Amtsgericht Königslutter. Die letzte Erweiterung des Gerichtsbezirks fand zum 1. Januar 1983 statt, als das Amtsgericht Helmstedt auch die Zuständigkeit für die Gemeinde Lehre übernahm, die zuvor zum Bezirk des Amtsgerichts Braunschweig gehört hatte.